# 枕鰭鯊目
枕鰭鯊目（學名：Iniopterygiformes），又稱枕鰭鮫目，為已滅絕的全頭亞綱軟骨魚類，生活在石炭紀，化石發現於美國的蒙大拿州、印第安納州、伊利諾州與內布拉斯加州。胸鰭大，位於身體靠背測；頭部與顎部上具有帶細齒的骨板；眼眶大。枕鰭鮫目物種平均體長約 15—46（5.9—18.1英寸），最長可達 50（20英寸）。巨大的胸鰭使得牠們得以和現存的飛魚一樣躍出水面滑翔。現存親緣關係最接近的物種為銀鮫。
大部分枕鰭鯊目的物種均屬於西布長吻鲛科，包括 Sibyrhinchus denisoni、Inioptera richardsoni 與 Inioxyele 等。然而其模式種枕鰭鯊（Iniopteryx rushlaui）卻仍然沒有明確的分類，目前置於單型科枕鰭鯊科（Iniopterygidae）之下。